# سكنيتن
سكنيتن أو سانخونياتون (باليونانية: Σαγχουνιάθων بالفينيقية: سكنيتن𐤎𐤊𐤍𐤉𐤕𐤍، بمعنى سكن عطا) الاسم مؤلف من اسم الإله سكن والفعل يتن بمعنى أعطا. والمعروف أيضًا باسم سانخونياتون البروتياني,،
كان مؤلفًا فينيقيًا. أعماله الثلاثة، المكتوبة في الأصل باللغة الفينيقية، وصلتنا معاد صياغتها وملخصة في ترجمة يونانية لفيلو الجبيلي سجلها الأسقف المسيحي يوسابيوس. تشكل هذه الأجزاء القليلة المصدر الأدبي الأكثر توسعًا فيما يتعلق بالدين الفينيقي إما باللغة اليونانية أو اللاتينية: فقد فقدت المصادر الفينيقية، إلى جانب كل الأدب الفينيقي، مع الرقوق التي كتبت عليه.

## المؤلف
كل المعرفة عن سكنيتن وأعماله نجدها في كتاب التحضير للإنجيل Εὐαγγελικὴ προπαρασκευή ليوسابيوس (I. chs ix-x)،  والذي يحتوي على بعض المعلومات عنه، إلى جانب المقتطفات الوحيدة الباقية من كتاباته، كما تم تلخيصها ونقلها من قبل مترجمه المزعوم، فيلو الجبيلي . 
يقتبس يوسابيوس من الكاتب الأفلاطوني المحدث فورفيري قوله إن سكنيتن البيروتي كتب التاريخ الأكثر صدقًا لأنه حصل على سجلات من هيرومبالوس كاهن إيو، وأن سكنيتن كرس تاريخه لأبي بعل (أبيبالوس) ملك بيروت، وأن تاريخ هذه الكتابة كان قبل حرب طروادة  (حوالي 1200 ق.م) وقرب زمن موسى ، "عندما كانت سميراميس ملكة الآشوريين ".  وبالتالي يتم وضع سكنيتن بحزم في السياق الأسطوري للعصر البطولي اليوناني ما قبل هوميروس ، وهي العصور القديمة التي لا يُعرف أن أي كتابات يونانية أو فينيقية أخرى قد نجت منها حتى زمن فيلو.
يزعم سكنيتن أنه استند في أعماله إلى "مجموعات من الكتابات السرية للآمونيين  التي اكتشفت في الأضرحة"، وهي المعارف المقدسة التي فُكت رموزها من النقوش الباطنية على الأعمدة التي كانت قائمة في المعابد الفينيقية، المعارف التي كشفت الحقيقة - التي تم إخفاؤها لاحقًا بالاستعارات والأساطير - أن الآلهة كانوا في الأصل بشرًا عُبدوا بعد وفاتهم وأن الفينيقيين أخذوا ما كان في الأصل أسماء ملوكهم وطبقوها على عناصر الكون (قارن اليوهيمرية )، وعبدوا قوى الطبيعة من الشمس والقمر والنجوم . يستشهد يوسابيوس بسكنيتن في محاولة منه للنيل من الدين الوثني بناءً على مثل هذه الأسس
يشير هذا الميل العقلاني والتركيز على بيروت، وهي مدينة ذات أهمية كبيرة في أواخر الفترة الكلاسيكية ولكن يبدو أنها أقل أهمية في العصور القديمة، إلى أن العمل نفسه ليس قديما كما يدعي. اقترح البعض أن هذه الكتابات قد تم تزويرها من قبل فيلو نفسه أو جُمعت من تقاليد مختلفة وقُدمت بتنسيق كتاب منحول لإعطاء المادة مظهرًا من المصداقية. ربما قام فيلو بترجمة أعمال فينيقية حقيقية منسوبة إلى كاتب قديم يُعرف باسم سكنيتن، إلا أنها واقعيًا كتبت في أوقات أحدث. يتردد صدى هذا الحكم في الطبعة الحادية عشرة من الموسوعة البريطانية ، والتي وصفت سكنيتن بأنه "ينتمي إلى الأسطورة أكثر من التاريخ".
ولم يتبنى جميع القراء وجهة النظر النقدية هذه:
إن المزاج السائد بين العديد من العلماء الذين رفضوا سانخونياتو باعتباره منحولًا لأنهم لم يعرفوا ماذا يفعلون به، .... أما فيلو الجبيلي، وبورفيري، ويوسابيوس، الذين كانوا أكثر قدرة على الحكم من أي من المحدثين، فلم يشككوا قط في كونه أصيلاً.
 سكواير باين، في مقدمة كتاب ريتشارد كمبرلاند "تاريخ الفينيقيين لسانخونياتو" (1720)
ومع ذلك،  فإن الكثير مما تم الحفاظ عليه في هذه الكتابات، على الرغم من التفسير اليوهيمري المعطى لها، تبين أنه مدعوم بنصوص أساطير أوغاريت التي اكتشفت في رأس شمرا في سوريا منذ عام 1929م؛ إذ أظهر أوتو آيسفيلدت في عام 1952م  أنها تتضمن عناصر فينيقية حقيقية يمكن ربطها الآن بالنصوص الأوغاريتية، والتي بقي بعضها، كما يتبين في الصيغ الموجودة عند سكنيتن ، دون تغيير منذ الألفية الثانية ق.م. يتلخص الإجماع الحديث في أن معالجة فيلو لسكنيتن قدمت وجهة نظر هيلينستية للمواد الفينيقية  المكتوبة بين زمن الإسكندر الأكبر والقرن الأول ق.م، إذا لم تكن اختراعًا أدبيًا لفيلو. 

## الأعمال
في الأجزاء الباقية من النص ، قد يكون من الصعب التأكد مما إذا كان يوسابيوس يستشهد بترجمة فيلو لسكنيتن أو يتحدث بصوته الشخصي. صعوبة أخرى هي استبدال أسماء العلم اليونانية بالأسماء الفينيقية والفساد المحتمل لبعض الأسماء الفينيقية التي تظهر

### قصة الخلق الفلسفية
يرد عن سكنيتن قصة خلق فلسفية تعود إلى " نشأة الكون عند تاوتس ، الذي يحدده فيلو صراحةً بتحوت المصري -"أول من فكر في اختراع الحروف ، وبدأ كتابة السجلات" - والتي تبدأ مع إريبس والريح، وظهور إيروس (رغبة) بينهما . ومن هنا نتج موت. وفي تشوش مختلط،  تظهر بذور الحياة ، وتتشكل الحيوات الذكية التي تسمى زوفاسيمين Zophasemin (ربما أفضل ترجمة لها هي "مراقبو السماء") معًا على شكل بيضة. ثم ابثق موت في النور وخُلقت السماوات ووجدت الأجرام المختلفة أماكنها. 

### أبطال الثقافة الرمزية
في القصة ادرج العديد من الأحفاد، والكثير منهم لهم أسماء رمزية ولكن فيلو وصفهم في الاقتباسات كبشر قاموا أولاً باكتشافات معينة أو أسسوا عادات معينة.
فوفقًا للنص، أنجب كولبياس (الريح ) وزوجته باو (التي تُرجمت إلى نيكس "الليل") أيون (البشر )، الذي اكتشف الطعام من الأشجار، وبروتوجونوس (الابن البكر)؛ وكان أحفاد هؤلاء المباشرين جينوس وجينيا، اللذان سكنوا في فينيقيا ؛ "و... عندما حدثت موجات القحط ، مدا (جينوس وجينيا) أيديهم إلى السماء باتجاه الشمس؛ لأنهما اعتبراه وحده إلهًا رب السماء ، وأطلقوا عليه اسم بعلسمن ، وهو في اللغة الفينيقية "رب السماء"، وفي اليونانية " زيوس ". (يوسابيوس x, I). أنجب جنس وجينيا hôs وPûr وPhlox.

### تاريخ الآلهة
يتضمن العمل أنساب وتاريخ مختلف الآلهة السامية الشمالية الغربية التي كانت موضع عبادة على نطاق واسع. تُدرج العديد منهما تحت أسماء نظرائها في البانتيون اليوناني ، أو صيغ هيلينية لأسمائها السامية، أو كليهما.
وفقًا للنص، كما هو الحال في الثيوغونيات اليونانية والحثية ، أطاح إيل/إيلوس/إيلوس/كرونوس عند سكنيتن بأبيه برب السموات أو أورانوس وأخصاه، وأحاط مسكنه بسور، وأسس جبيل ، أول مدينة فينيقية . ومع ذلك، فإن زيوس ديماروس (أي هدد رامان)، وهو والد ملقرت/ميليكارثوس ( هرقل )، يُزعم أنه ابن دجن ولكنه في الواقع ابن أورانوس . عندما شن أورانوس الحرب ضد بونتوس ، هاجم زيوس ديماروس بونتوس وانضم إلى أورانوس
تُعزى ممارسة الختان إلى إيل/كرونوس . وقيل أن إيل/كرونوس ضحى بابنه : المسمى ييود، أو إيدود، أو إيدود في المخطوطات المختلفة. (ربما يحد، "الابن الوحيد" أو يدد، "الحبيب".  )
وفقًا للنص، نصب إيل/كرونوس كمين لأبيه أورانوس في مكان معين يقع في وسط الأرض، وعندما أمسك به بين يديه قام بتقطيعه مقابل النوافير والأنهار. هناك كُرس أورانوس ، وفُصلت روحه، وتدفق دمه في الينابيع ومياه الأنهار؛ والمكان الذي كان مسرحًا لهذه الصفقة لا يزال ظاهرًا حتى يومنا هذا.
في مرحلة ما، تم التوصل إلى السلام، وأصبح زيوس أدادوس ( هدد ) وعشتروت يحكمان الأرض بإذن من كرونوس . وقد كتب الكابيري وأسكليبيوس ( أشمون ) تحت إشراف تحوت رواية للأحداث.

### عن الثعابين
بعد ذلك يأتي مقطع عن عبادة الثعبان ، وليس من الواضح أي جزء منه لسكنيتن وأي جزء منه لفيلو الجبيلي:
 " اعتبر تاوتوس Taautus نفسه طبيعة التنين والثعابين إلهية، وكذلك فعل الفينيقيون والمصريون من بعده؛ إذ أعلن هذا الحيوان أنه الأكثر نشاطًا وناريًا بين جميع الزواحف. ونتيجة لذلك، فإن له أيضًا سرعة لا مثيل لها عن طريق تنفسه، دون أقدام أو أيدي أو أي من الأعضاء الخارجية الأخرى التي تتحرك بها الحيوانات الأخرى. كما يُظهر أشكالًا مختلفة، وفي تقدمه يقوم بقفزات حلزونية سريعة بقدر ما يختار. كما أنه طويل العمر للغاية، وطبيعته هي أن يخلع جلده القديم، وبالتالي لا يعود شابًا مرة أخرى فحسب، بل ويتخذ أيضًا نموًا أكبر؛ وبعد أن يفي بمقياس عمره المحدد، يستهلك نفسه، بنفس الطريقة التي سجلها تاوثوس نفسه في كتبه المقدسة: ولهذا السبب تم تبني هذا الحيوان أيضًا في المعابد والطقوس الباطنية.

## حولالأبجدية الفينيقية
أشار إليه يوسابيوس ( PE 1.10.45) إلى عمل آخر لسكنيتن وهو طرح حول الأبجدية الفينيقية .

## روابط خارجية

### الترجمات الإنجليزية
- Tertullian.org: Eusebius Praeparatio ، الكتاب 1، الفصول ix-x (بحث عن سانخونياتون ).
- النصوص المقدسة: شذرات قديمة ، محرر و ترانس. آي بي كوري، 1832: "لاهوت الفينيقيين من سانخونياتو"

### روابط أخرى
- Chisholm, Hugh, ed. (1911). "Sanchuniathon" . Encyclopædia Britannica (بالإنجليزية) (11th ed.).